# Le Grand Pardon 2
Série
Le Grand Pardon
(1982)
Pour plus de détails, voir Fiche technique et Distribution.
Le Grand Pardon 2 est un film français réalisé par Alexandre Arcady, sorti le 9 décembre 1992 au cinéma. 
Il s'agit de la suite du film Le Grand Pardon de 1982.

## Synopsis
Le truand Raymond Bettoun, parrain d'une famille de caïds de la mafia juive, d'origine Algérienne, dans le milieu du crime organisé français, sort de 10 ans de prison et rejoint son fils Maurice Bettoun à Miami en Floride. Ce dernier semble être devenu un honnête homme d'affaires. Pour réussir dans ses opérations immobilières, l'acquisition de l'île de Saruba, il va s'associer avec un trafiquant de drogue, Pasco Meisner. 
Maurice ignore que Meisner lui a été envoyé par son cousin Roland qu'il avait trahi et laissé pour mort dix ans auparavant. Peu de temps après, Elie, le frère de Roland, dénonce Maurice aux autorités, tandis que Roland s'empare de la cargaison de drogue de Meisner. Bien qu'il soit furieux contre Maurice de s'être compromis avec un trafiquant, commence alors une guerre au cours de laquelle Raymond livrera un dernier combat pour essayer de sauver son fils et ce qui reste de sa famille.

## Fiche technique
- Titre anglais : Day of Atonement
- Réalisation : Alexandre Arcady
- Scénario : Alexandre Arcady, Daniel Saint-Hamont, Marc Angelo
- Dialogues : Daniel Saint-Hamont
- Décors : Tony Egry
- Costume : Mic Cheminal
- Photographie : Willy Kurant, Yves Dahan
- Musique : Romano Musumarra
- Production : Alexandre Arcady
- Société de production : TF1 Films Production, Ciby 2000
- Distribution : UGC ph
- Langue : français, anglais
- Format : Son: Dolby. 1,66. 35 mm
- Genre : drame et film de gangsters
- Lieux de tournage: Miami (États-Unis) et France
- Le film fut interdit aux moins de 12 ans lors de sa sortie en salles

## Distribution
- Roger Hanin : Raymond Bettoun
- Richard Berry : Maurice Bettoun
- Gérard Darmon : Roland Bettoun
- Christopher Walken : Pasco Meisner
- Jill Clayburgh : Sally White
- Jennifer Beals : Joyce Ferranti
- Alexandre Aja : Alexander Atlan
- Amidou : Si Ali
- Jean Benguigui : Albert Zecri
- Anne Berger : Clairette Taieb
- Raúl Dávila : Emilio
- Christopher A. Debiec : Un inspecteur de police
- Marie Debrey : Une journaliste
- Jean-Claude de Goros : Sammy
- Roberto Escobar : Sonaberg
- Christian Fellat : Jean El Verdugo
- Clio Goldsmith : Viviane Atlan
- Attica Guedj : Sarah Zecri
- Al Kamarr : Un garde du corps de la mafia
- Franck Khalfoun : Le garde du corps de Maurice
- Dan Koko : Un garde du corps
- Jean-Marie Lemaire : Bob Steiger
- Armand Mestral : Freddy Ambrosi
- Jim Moody : Etienne Williams
- Marc Saez : Mike Spada
- Thierry Segall : Un garde
- Philippe Sfez : Eli Bettoun
- Aklam : Richardson
- Jean-François Stévenin : Eric Lemonnier
- Jean-Louis Trintignant : Le commissaire Duché
- Todd Vittum : Sax Player
- Cameron Watson : Tom
- Frédéric G. Bourdin : Le maitre d'hôtel de Raymond Bettoun